# HMAS Parramatta (D55)
De HMAS Parramatta was een Australische torpedobootjager van de Riverklasse. Het schip vernoemd naar de rivier Parramatta werd gebouwd door Fairfield Shipbuilding and Engineering Company Limited uit Govan. Het schip werd op 6 februari 1910 in het Schotse Greenock in dienst genomen.

## De Parramatta tijdens de Eerste Wereldoorlog
Tijdens de Eerste Wereldoorlog was het schip betrokken bij de jacht op het Duitse eskader in de Grote Oceaan onder Maximilian von Spee. Ook was het schip aanwezig bij de invasie van Duitse koloniën in Zuidoost-Azië. Later tijdens de Eerste Wereldoorlog heeft het schip gediend in de Zwarte Zee

## De Parramatta na de Eerste Wereldoorlog
Na de Eerste Wereldoorlog keerde de Parramatta terug naar Australië waar het tot april 1928 dienstdeed. Na de uit dienst name heeft de romp van het schip gediend als accommodatieschip voor de New South Wales Penal Department.